# Simav
Simav és una ciutat de Turquia, capital d'un dels districtes de la província de Kütahya, a la regió de l'Egeu. Es troba a la vora del riu que porta el seu nom i al sud-est del Simav Gölü. Fou la clàssica Synaos, a l'oest de la regió de Frígia i es conserven vestigis d'aquesta època. Durant el domini romà d'Orient fou seu d'un bisbat i es conserven les restes de la ciutadella. Vers el 1300 va passar a Germiyan però el 1381 fou cedida al sultà otomà Murat I. Hi van néixer diversos savis otomans (Shaykh Abd Allah Ilahi i Kara Shams al-Din els principals). En època otomana fou capçalera d'un kada. La ciutat es va cremar el 1911 i fou reconstruïda. Després de la I Guerra Mundial fou ocupada pels grecs el juliol de 1921 i fins al setembre de 1922. Amb la república va passar a ser un il o districte de la província de Kütayha. El 1965 va arribar a 7.877 habitants.
Hi ha una ciutat a Tràcia, antigament Simawna i ara Simavna, que alguna vegada ha estat confosa amb Simav.